# Paris Saint-Germain Football Club 1989-1990
Questa voce raccoglie le informazioni riguardanti il Paris Saint-Germain Football Club nelle competizioni ufficiali della stagione 1989-1990

## Stagione
Nella stagione 1989-1990 il Paris Saint-Germain, che all'organico aveva aggiunto durante l'estate i campioni d'Europa Yvon Le Roux e Daniel Bravo, non riuscì a ripetere le prestazioni della stagione precedente piazzandosi al quinto posto (a ridosso del piazzamento UEFA) dopo un buon inizio. In Coppa UEFA la squadra uscì ai sedicesimi di finale per mano della Juventus, futura vincitrice della manifestazione, mentre in Coppa di Francia i parigini uscirono al primo turno dopo una sconfitta per 1-0 contro il Valenciennes.

## Maglie e sponsor
Nel 1989 compare per la prima volta sulle divise del Paris Saint-Germain lo sponsor tecnico Nike, che decide di mantenerle invariate. L'unica differenza di rilievo è lo sponsor, con TDK che va a sostituire Canal+.
| Manica sinistra · Maglietta · Maglietta · Manica destra · Pantaloncini · Calzettoni | Manica sinistra · Maglietta · Manica destra · Pantaloncini · Calzettoni |

## Organigramma societario
Area direttiva
- Presidente onorario: Henri Patrelle
- Presidente: Francis Borelli

Area tecnica
- Allenatore: Tomislav Ivić

## Rosa
| N. |                    | Ruolo | Calciatore           |
| -- | ------------------ | ----- | -------------------- |
|    | Francia (bandiera) | P     | Joël Bats            |
|    | Francia (bandiera) | P     | Michel Bensoussan    |
|    | Francia (bandiera) | D     | Michel Bibard        |
|    | Francia (bandiera) | D     | Philippe Jeannol     |
|    | Francia (bandiera) | D     | Jean-Philippe Bosser |
|    | Francia (bandiera) | D     | Yvon Le Roux         |
|    | Francia (bandiera) | D     | Thierry Rabat        |
|    | Francia (bandiera) | D     | Stéphane Persol      |
|    | Francia (bandiera) | D     | Franck Tanasi        |
|    | Francia (bandiera) | D     | Francis Llacer       |
|    | Francia (bandiera) | D     | Jean-Luc Vasseur     |

| N. |                       | Ruolo | Calciatore            |
| -- | --------------------- | ----- | --------------------- |
|    | Francia (bandiera)    | C     | Pierre Reynaud        |
|    | Francia (bandiera)    | C     | Liazid Sandjak        |
|    | Jugoslavia (bandiera) | C     | Safet Sušić           |
|    | Senegal (bandiera)    | C     | Oumar Sène (capitano) |
|    | Jugoslavia (bandiera) | A     | Zlatko Vujović        |
|    | Francia (bandiera)    | A     | David Rinçon          |
|    | Francia (bandiera)    | A     | Daniel Bravo          |
|    | Senegal (bandiera)    | A     | Amara Simba           |
|    | Argentina (bandiera)  | A     | Gabriel Calderón      |
|    | Francia (bandiera)    | A     | Christian Perez       |
|    | Camerun (bandiera)    | A     | Pascal Nouma          |

## Statistiche

### Statistiche di squadra
| Competizione     | Punti | Totale | Totale | Totale | Totale | Totale | Totale | DR |
| Competizione     | Punti | G      | V      | N      | P      | Gf     | Gs     | DR |
| ---------------- | ----- | ------ | ------ | ------ | ------ | ------ | ------ | -- |
| Division 1       | 42    | 38     | 18     | 9      | 14     | 50     | 48     | +2 |
| Coppa di Francia | -     | 1      | 0      | 0      | 1      | 0      | 1      | -1 |
| Coppa UEFA       | -     | 4      | 1      | 1      | 2      | 4      | 5      | -1 |
| Totale           |       | 43     | 19     | 10     | 17     | 54     | -37    |    |